# كيناز البروتين المعتمد على الكالموديولين/الكالسيوم 2 الوحدة الفرعية ألفا
كيناز البروتين المعتمد على الكالموديولين/الكالسيوم 2 الوحدة الفرعية ألفا واختصارا (كامك α2 :‏ CAMKIIα) هو وحدة فرعية من كيناز البروتين كامك 2 (إنزيم يقوم بفسفرة [الإنجليزية]البروتينات) الذي يُرمّز لدى البشر بواسطة الجين CAMK2A.

## الوظيفة
ناتج الجين CAMK2A هو إنزيم ينتمي إلى كينازات البروتين المتخصصة بالسيرين/ثريونين [الإنجليزية] وكذلك للعائلة الفرعية كيناز البروتين المعتمد على الكالموديولين/الكالسيوم 2. التأشير بأيونات الكالسيوم (Ca2+) أساسي في العديد من نواحي اللدونة المشبكية في المشابك جلوتاماتية الفعل. يتكون كيناز كامك2 من أربعة وحدات فرعية مختلفة: ألفا وبيتا وغاما ودلتا. تُرمَّز الوحدة الفرعية ألفا بواسطة هذا الجين وهي مطلوبة من أجل التقوية طويلة الأمد والتعلم المكاني في الحصين. فضلا عن نشاطه المعتمد على الكالموديولين-الكالسيوم، يمكن أن يخضع هذا البروتين لفسفرة ذاتية وينتج عنه نشاط غير معتمد على الكالموديولين-الكالسيوم. تم تحديد نسختين مختلفتين ترمزان نظيرين مختلفين في هذا الجين. تبعا لدراسة في 2018 بواسطة برونو ريفيرسايد [الإنجليزية]، يسبب التطفر المتنحي لـCAMK2A لدى البشر متلازمة حادة من الإعاقة الذهنية مع تأخر في النمو [الإنجليزية].

## تآثرات
تبين أن كامكα2 يتآثر مع:
- ألفا-أكتينين-4 [الإنجليزية].[5]
- CDK5R1 [الإنجليزية].[6]
- DLG1 [الإنجليزية].[7]